# Ozyptila
Ozyptila Simon, 1864 è un genere di ragni appartenente alla famiglia Thomisidae.

## Distribuzione
Le 103 specie note di questo genere sono state rinvenute in Asia, Africa, Europa, America settentrionale e Oceania: le specie dall'areale più vasto sono la O. arctica, la O. gertschi la O. praticola e la O. sincera reperite in varie località della regione olartica; inoltre la O. atomaria, la O. brevipes, la O. claveata, la O. pullata, la O. rauda, la O. scabricula, la O, simplex e la O. trux rinvenute in varie località della regione paleartica

## Tassonomia
La grafia Oxyptila, presente in alcune pubblicazioni, è da considerarsi un semplice refuso.
Non sono stati esaminati esemplari di questo genere dal 2013.
A dicembre 2014, si compone di 103 specie e 5 sottospecie:
1. Ozyptila aculeipes Strand, 1906 — Tunisia
2. Ozyptila aculipalpa Wunderlich, 1995 — Iran
3. Ozyptila americana Banks, 1895 — USA, Canada
4. Ozyptila amkhasensis Tikader, 1980 — India
5. Ozyptila ankarensis Karol, 1966 — Turchia
6. Ozyptila annulipes (Lucas, 1846) — Algeria
7. Ozyptila arctica Kulczyński, 1908 — Regione olartica
8. Ozyptila aspex Pavesi, 1895 — Etiopia
9. Ozyptila atlantica Denis, 1963 — Isole Canarie, Isole Selvagens (Isole Canarie)
10. Ozyptila atomaria (Panzer, 1801) — Regione paleartica
11. Ozyptila barbara Denis, 1945 — Algeria
12. Ozyptila beaufortensis Strand, 1916 — USA, Canada
13. Ozyptila bejarana Urones, 1998 — Spagna
14. Ozyptila biprominula Tang & Li, 2010 — Cina
15. Ozyptila brevipes (Hahn, 1826) — Regione paleartica
16. Ozyptila caenosa Jézéquel, 1966 — Costa d'Avorio
17. Ozyptila callitys (Thorell, 1875) — Tunisia
18. Ozyptila chandosiensis Tikader, 1980 — India
19. Ozyptila claveata (Walckenaer, 1837)[2] — Regione paleartica
20. Ozyptila clavidorsa Roewer, 1959 — Turchia
21. Ozyptila clavigera (O. P.-Cambridge, 1872) — Israele
22. Ozyptila confluens (C. L. Koch, 1845) — Europa meridionale, Siria
23. Ozyptila conostyla Hippa, Koponen & Oksala, 1986 — dalla Turchia al Turkmenistan
24. Ozyptila conspurcata Thorell, 1877 — USA, Canada
25. Ozyptila creola Gertsch, 1953 — USA
26. Ozyptila curvata Dondale & Redner, 1975 — USA, Canada
27. Ozyptila dagestana Ponomarev & Dvadnenko, 2011 — Russia
28. Ozyptila danubiana Weiss, 1998 — Romania
29. Ozyptila distans Dondale & Redner, 1975 — USA, Canada
30. Ozyptila elegans (Blackwall, 1870) — Italia
31. Ozyptila flava Simon, 1875 — Spagna
32. Ozyptila formosa Bryant, 1930 — USA
33. Ozyptila fukushimai Ono, 2002 — Giappone
34. Ozyptila furcula L. Koch, 1882 — Isole Baleari
35. Ozyptila fusca (Grube, 1861) — Russia
36. Ozyptila gasanensis Paik, 1985 — Corea
37. Ozyptila georgiana Keyserling, 1880 — USA, Canada
38. Ozyptila gertschi Kurata, 1944 — Regione olartica
39. Ozyptila geumoensis Seo & Sohn, 1997 — Corea
40. Ozyptila grisea Roewer, 1955 — Iran, Afghanistan
41. Ozyptila hardyi Gertsch, 1953 — USA
42. Ozyptila heterophthalma Berland, 1938 — Nuove Ebridi
43. Ozyptila imbrex Tang & Li, 2010 — Cina
44. Ozyptila inaequalis (Kulczynski, 1901) — Russia, Kazakistan, Mongolia, Cina
45. Ozyptila inglesi Schick, 1965 — USA
46. Ozyptila jabalpurensis Bhandari & Gajbe, 2001 — India
47. Ozyptila jeholensis Saito, 1936 — Cina
48. Ozyptila judaea Levy, 1975 — Israele
49. Ozyptila kansuensis (Tang, Song & Zhu, 1995) — Cina
50. Ozyptila kaszabi Marusik & Logunov, 2002 — Mongolia, Cina
51. Ozyptila khasi Tikader, 1961 — India
52. Ozyptila ladina Thaler & Zingerle, 1998 — Italia
53. Ozyptila laevis Denis, 1954 — Marocco
54. Ozyptila leprieuri Simon, 1875 — Marocco, Algeria
55. Ozyptila lugubris (Kroneberg, 1875) — Russia, Asia centrale
56. Ozyptila lutosa Ono & Martens, 2005 — Iran
57. Ozyptila maculosa Hull, 1948 — Inghilterra
58. Ozyptila makidica Ono & Martens, 2005 — Iran
59. Ozyptila manii Tikader, 1961 — India
60. Ozyptila maratha Tikader, 1971 — India
61. Ozyptila matsumotoi Ono, 1988 — Giappone
62. Ozyptila metschensis Strand, 1906 — Etiopia, Africa orientale
63. Ozyptila mingrelica Mcheidze, 1971 — Georgia
64. Ozyptila monroensis Keyserling, 1884 — USA, Canada
65. Ozyptila nigristerna Dalmas, 1922 — Italia
66. Ozyptila nipponica Ono, 1985 — Cina, Corea, Giappone
67. Ozyptila nongae Paik, 1974 — Russia, Cina, Corea, Giappone
68. Ozyptila numida (Lucas, 1846) — Algeria
69. Ozyptila omega Levy, 1975 — Israele
70. Ozyptila orientalis Kulczynski, 1926 — Russia, Cina
  - Ozyptila orientalis balkarica Ovtsharenko, 1979 — Russia, Georgia
  - Ozyptila orientalis basegica Esyunin, 1992 — Russia
71. Ozyptila pacifica Banks, 1895 — USA, Canada
72. Ozyptila panganica Caporiacco, 1947 — Africa orientale
73. Ozyptila parvimana Simon, 1886 — Senegal
74. Ozyptila patellibidens Levy, 1999 — Israele
75. Ozyptila pauxilla (Simon, 1870) — Mediterraneo occidentale
76. Ozyptila perplexa Simon, 1875 — Spagna, Francia, Algeria
77. Ozyptila praticola (C. L. Koch, 1837) — Regione olartica
78. Ozyptila pullata (Thorell, 1875) — Regione paleartica
79. Ozyptila rauda Simon, 1875 — Regione paleartica
80. Ozyptila reenae Basu, 1964 — India
81. Ozyptila rigida (O. P.-Cambridge, 1872) — Israele, Arabia Saudita, Azerbaigian
82. Ozyptila sakhalinensis Ono, Marusik & Logunov, 1990 — Russia, Giappone
83. Ozyptila salustri Wunderlich, 2011 — Italia
84. Ozyptila sanctuaria (O. P.-Cambridge, 1871) — Europa
85. Ozyptila scabricula (Westring, 1851) — Regione paleartica
86. Ozyptila secreta Thaler, 1987 — Svizzera, Italia
87. Ozyptila sedotmikha Levy, 2007 — Israele
88. Ozyptila shuangqiaoensis Yin et al., 1999 — Cina
89. Ozyptila simplex (O. P.-Cambridge, 1862) — Regione paleartica
90. Ozyptila sincera Kulczynski, 1926 — Regione olartica
  - Ozyptila sincera canadensis Dondale & Redner, 1975 — USA, Canada, Alaska
  - Ozyptila sincera oraria Dondale & Redner, 1975 — USA
91. Ozyptila spinosissima Caporiacco, 1934 — Karakorum
92. Ozyptila spirembola Wunderlich, 1995 — Turchia
93. Ozyptila strandi Kolosváry, 1939 — Montenegro
94. Ozyptila tenerifensis Wunderlich, 1992 — Isole Canarie
95. Ozyptila theobaldi Simon, 1885 — India
96. Ozyptila tricoloripes Strand, 1913 — Israele, Azerbaigian, Turkmenistan
97. Ozyptila trux (Blackwall, 1846) — Regione paleartica (Canada, introdotto)
  - Ozyptila trux devittata Strand, 1901 — Norvegia
98. Ozyptila umbraculorum Simon, 1932 — Portogallo, Spagna, Francia
99. Ozyptila utotchkini Marusik, 1990 — Russia
100. Ozyptila varica Simon, 1875 — Algeria
101. Ozyptila westringi (Thorell, 1873) — Svezia, Olanda, Germania
102. Ozyptila wuchangensis Tang & Song, 1988 — Cina
103. Ozyptila yosemitica Schick, 1965 — USA

### Specie trasferite
- Ozyptila acerboides (Schenkel, 1963); trasferita al genere Xysticus C. L. Koch, 1835[1].
- Ozyptila baltistana Caporiacco, 1935; trasferita al genere Xysticus C. L. Koch, 1835.
- Ozyptila baudueri Simon, 1877; trasferita al genere Bassaniana Strand, 1928.
- Ozyptila blackwalli Simon, 1875; trasferita al genere Cozyptila Lehtinen & Marusik, 2005.
- Ozyptila blitea Simon, 1875; trasferita al genere Xysticus C. L. Koch, 1835.
- Ozyptila bonneti (Schenkel, 1963); trasferita al genere Xysticus C. L. Koch, 1835.
- Ozyptila chaffanjoni (Schenkel, 1963); trasferita al genere Xysticus C. L. Koch, 1835.
- Ozyptila coreana Paik, 1974; trasferita al genere Xysticus C. L. Koch, 1835.
- Ozyptila decorata Karsch, 1879; trasferita al genere Bassaniana Strand, 1928.
- Ozyptila floridana Banks, 1895; trasferita al genere Modysticus Gertsch, 1953.
- Ozyptila imitata Gertsch, 1953; trasferita al genere Modysticus Gertsch, 1953.
- Ozyptila modesta (Scheffer, 1904); trasferita al genere Modysticus Gertsch, 1953.
- Ozyptila nevadensis Keyserling, 1880; trasferita al genere Xysticus C. L. Koch, 1835.
- Ozyptila nigrifrons Saito, 1934; trasferita al genere Lysiteles Simon, 1895.
- Ozyptila okefinokensis Gertsch, 1934; trasferita al genere Modysticus Gertsch, 1953.
- Ozyptila peon Gertsch, 1953; trasferita al genere Modysticus Gertsch, 1953.
- Ozyptila pseudoblitea Simon, 1880; trasferita al genere Xysticus C. L. Koch, 1835.
- Ozyptila takashimai Uyemura, 1937; trasferita al genere Lysiteles Simon, 1895.
- Ozyptila truciformis Bösenberg & Strand, 1906; trasferita al genere Takachihoa Ono, 1985.
- Ozyptila xysticiformis Caporiacco, 1935; trasferita al genere Xysticus C. L. Koch, 1835.

### Omonimie ridenominate
- Ozyptila gertschi Tikader, 1964; questi esemplari riconosciuti omonimi di O. gertschi Kurata, 1944, sono stati ridenominati come O. maratha[1].
- Ozyptila lutulenta Jézéquel, 1964; questi esemplari riconosciuti omonimi di Ozyptila lutulenta Schenkel, 1963, sono stati ridenominati come O. caenosa Jézéquel, 1966[1].

### Nomina dubia
- Ozyptila aharonii Strand, 1913f; esemplare femminile rinvenuto in Israele, a seguito di un lavoro di Levy del 1975 è da ritenersi nomen dubium[1].
- Ozyptila crucifera Schenkel, 1936b; esemplare juvenile rinvenuto in Cina, a seguito di uno studio degli aracnologi Song, Zhu & Chen del 1999, è da ritenersi nomen dubium.
- Ozyptila fucata (Walckenaer, 1802); esemplari reperiti in Europa e originariamente ascritti all'ex-genere Aranea; trasferiti qui dopo un lavoro di Strand (1907h), a seguito di un ulteriore studio di Roewer (1955c), sono da ritenersi nomina dubia.
- Ozyptila infumata (Walckenaer, 1837); esemplare originariamente attribuito al genere Thomisus, a seguito di un lavoro degli aracnologi Dondale & Redner (1975a), sono da ritenersi nomina dubia.
- Ozyptila jaffa Strand, 1915c; esemplare juvenile rinvenuto in Israele, a seguito di un lavoro di Levy del 1975 è da ritenersi nomen dubium.
- Ozyptila subclavata (O. P.-Cambridge, 1876b); esemplare femminile rinvenuto in Africa settentrionale e originariamente ascritto al genere Xysticus, trasferito qui dopo un lavoro di Lessert del 1919, a seguito di un lavoro di Lewy del 1975 è da ritenersi nomen dubium.
- Ozyptila unica Strand, 1915c; esemplare juvenile rinvenuto in Israele, a seguito di un lavoro di Levy del 1975 è da ritenersi nomen dubium.

### Nomen nudum
- Ozyptila kishidai Okami; questa denominazione attribuita ad Okami è stata riportata dall'aracnologo Yaginuma in un lavoro di Brignoli (1983c), senza riferimenti ad esemplari esaminabili, né alcune descrizione; è da ritenersi nomen nudum[1].